# Seweryn Gancarczyk
Seweryn Daniel Gancarczyk (Dębica, 22 de novembro de 1981) é um ex-futebolista polonês.
Se destacou no futebol ucraniano, atuando por Arsenal Kiev, Volyn e Metalist Kharkiv.
Gancarczyk disputou a Copa de 2006, mas não foi escalado para nenhum dos três jogos da equipe, eliminada na primeira fase.